# Relações entre Guiana e Suriname
As relações entre Guiana e Suriname referem-se às relações bilaterais entre Guiana e Suriname. O Suriname tem uma embaixada em Georgetown.  A Guiana tem uma embaixada em Paramaribo. O rio Courantine constitui a maior parte da fronteira entre os dois países.

## História
A Guiana e o Suriname (junto com a Guiana Francesa e Trinidade e Tobago) compartilham muitas semelhanças geológicas, culturais e históricas, bem como sua posição distinta como sociedades das Índias Ocidentais separadas do resto da América do Sul. Historicamente, os dois países foram colonizados pelos holandeses e impactados pela importação de escravos da África para a indústria açucareira. Após a abolição da escravidão, outra onda de trabalho foi trazida da Ásia; principalmente indianos para ambos os países, e indonésios apenas para o Suriname.
Uma disputa de fronteira marítima foi resolvida em 2007 com a arbitragem do Tribunal Internacional das Nações Unidas para o Direito do Mar. Atualmente há uma disputa territorial em andamento entre a Guiana e o Suriname a respeito da zona de Tigri.

## Relações diplomáticas e organizações
Os dois países estabeleceram as relações diplomáticas em 25 de novembro de 1975.
Ambos os países são membros plenos das organizações: Comunidade do Caribe (CARICOM), Comunidade dos Estados da América Latina e do Caribe, Grupo dos 77, Grupo de países da África, Caribe e Pacífico, Movimento Não-Alinhado, Organização de Cooperação Islâmica, Organização dos Estados Americanos, União das Nações Sul-Americanas e das Nações Unidas. Guiana e Suriname são membros associados do Mercosul. A Petrocaribe foi fundada em 2005 para obter petróleo barato da Venezuela fornecido aos Estados membros, a Guiana e o Suriname são membros.

## Transporte
O MV Canawaima Ferry Service transporta mercadorias e pessoas entre South Drain e Moleson Creek. Uma ponte sobre o rio Corentyne foi considerada para melhorar as relações comerciais e econômicas, bem como o intercâmbio cultural entre os povos de ambos países. Em 2020, um Memorando de Entendimento foi escrito entre os dois países para o plano.
Outro esforço colaborativo de grande escala é a construção de uma base offshore de US$ 1 bilhão para apoiar a perfuração de petróleo na bacia da Guiana-Suriname.